# Giuseppe Valerga
Giuseppe Valerga (ur. 9 kwietnia 1813 w Loano, zm. 2 grudnia 1872 w Jerozolimie) – włoski duchowny rzymskokatolicki, pierwszy łaciński patriarcha Jerozolimy rezydujący w Jerozolimie od czasów wypraw krzyżowych.

## Życiorys
Urodził się 9 kwietnia 1813 w Loano w Królestwie Sardynii. 11 grudnia 1836 otrzymał święcenia prezbiteriatu i został kapłanem diecezjalnym. Pracował na misjach na Bliskim Wschodzie i w służbie dyplomatycznej Stolicy Apostolskiej.
4 października 1847 papież Pius IX przywrócił łaciński patriarchat w Jerozolimie, który od 1342 był tylko funkcją honorową. Na stanowisko patriarchy mianował Giuseppe Valergę, który 10 października 1847 w Kaplicy Paulińskiej na Watykanie przyjął sakrę biskupią z rąk Piusa IX. Współkonsekratorami byli łaciński patriarcha Konstantynopola Giovanni Giuseppe Canali oraz łaciński patriarcha Antiochii Giovanni Niccolò Tanari. Równocześnie pełnił funkcję Wielkiego Mistrza Zakonu Rycerskiego Grobu Bożego w Jerozolimie.
Jako ojciec soborowy wziął udział w soborze watykańskim I, podczas którego propagował jedność dyscyplinarną prawa kanonicznego Kościoła łacińskiego i katolickich Kościołów wschodnich (propozycja ta upadła).
Zmarł 2 grudnia 1872. Pochowany w Konkatedrze Najświętszego Imienia Jezus w Jerozolimie.